# Michel Proulx
Michel Proulx O.Praem. (ur. 11 października 1962 w Saint-Lambert) – kanadyjski duchowny rzymskokatolicki, norbertanin, biskup diecezjalny Bathurst od 2024

## Życiorys

### Prezbiterat
Śluby zakonne u norbertanów  złożył 6 czerwca 1983. Święcenia kapłańskie otrzymał 22 kwietnia 1990. Studia z filologii i teologii biblijnej ukończył na Uniwersytecie Montrealskim oraz na  Université catholique de Louvain. Od 1990 pełnił również liczne funkcje administracyjne i naukowe w diecezji Saint-Jean-Longueuil. W zakonie sprawował urzędy mistrza nowicjatu rodzimej wspólnoty w latach 1989-2008 oraz kierownika animacji duszpasterskiej klasztoru w Saint-Constant w latach 1990-2023. 

### Episkopat
28 października 2023 papież Franciszek prekonizował go biskupem diecezjalnym diecezji Bathurst.
25 stycznia 2024 w Katedrze Serca Jezusowego w Bathurst przyjął święcenia biskupie, których mu udzielił arcybiskup Guy Desrochers CSsR. 